# Maryame Atiq
Maryame Atiq (en arabe : مريم عتيق), née le 24 janvier 1998 à El Kelaâ des Sraghna (Maroc), est une footballeuse internationale marocaine qui joue au poste de défenseure à l'AEM Lérida.

## Biographie
Maryame Atiq quitte le Maroc en étant petite pour s'installer avec sa famille en Espagne à Veguellina de Órbigo, une commune qui n’en est pas une (le village est dans la municipalité de Villarejo de Órbigo) relevant de la province de León.

### Carrière en club
Maryame Atiq débute le football à l'âge de 5 ans dans un club local de sa ville d'enfance, Veguellina de Órbigo.

#### Formation
À l'âge de 13 ans, elle rejoint la Union Valldornesa qui est le premier club exclusivement féminin dans lequel elle joue et où elle parfait sa formation durant trois saisons.
Sa carrière senior débute avec le Deportivo San Pio X de Valladolid avec qui elle joue pendant deux saisons avant de rejoindre le Deportivo Parquesol lors de l'été 2021 qui évolue en deuxième division. Après une saison au Parquesol, elle s'engage avec le CF Union Viera.

#### Avec le CD Parquesol (2021-2022)
Maryame Atiq signe avec le Déportivo Parquesol, un autre club de Valladolid qui évolue en deuxième division.
Club avec lequel elle ne reste qu'une seule saison et dispute 19 matchs dont 14 en étant titulaire.
Le Déportivo Parquesol classé 11e à l'issue de la saison régulière, dispute alors la phase de barrage maintien-relégation. Mais le club de Valladolid s'incline face à Fundación Albacete (2-1) et est par conséquent rétrogradé en division inférieure (D3) pour la saison suivante.
En Coupe de la Reine, son équipe se fait sortir par le Racing Santander au stade du 1er tour.

#### Avec le CF Unión Viera (2022-)
Maryame Atiq change de région lors de l'été 2022 pour s'installer à Las Palmas et s'engager avec l'Unión Viera, pensionnaire de Segunda Federación (troisième division).
Elle dispute son premier match sous ses nouvelles couleurs le 11 septembre 2022 en déplacement contre l'Atlético Baleares. Titulaire, son équipe s'incline sur un score de 4-0.
La journée suivante, le 18 septembre 2022, elle inscrit son premier but de la saison face à la réserve de Levante UD.
Malgré son but, l'Union Viera qui reçoit lors de ce match, est vaincue (2-1).
Le 3 décembre elle inscrit un penalty en fin de match contre le Real Union de Tenerife. Buteuse malheureuse puisque son équipe s'incline par 5 buts à 3.
Maryame Atiq marque un des buts de la victoire (3-0) contre la réserve du Real Betis le 14 janvier 2023.
Elle délivre une passe décisive contre Almeria lors de l'avant-dernière journée de Segunda Federacion dans un match important pour le maintien. Son équipe sort vainqueur de cette confrontation en s'imposant 2 buts à 1.
Maryame Atiq quitte l'Union Viera à l'issue de la saison en ayant pris part à 26 rencontres pour 3 buts marqués.

#### DUX Logroño (2023-2024)
Le 18 juillet 2023, le DUX Logroño, club de deuxième division, annonce la signature de l'internationale marocaine.
Elle dispute son premier match de la saison le 10 septembre 2023 contre l'Alhama de Murica dans le cadre de la 1re journée de championnat. Titulaire, Logroño s'incline sur la plus petite des marges (1-0).
Durant cette saison au Dux Logroño, le club parvient à se maintenir dans la deuxième division nationale en terminant à la 7ème place (sur 14 équipes). À l'issue de cet exercice 2023-2024, Maryame Atiq prend part à 22 rencontres de championnat dont 15 en tant que titulaire. Cependant, elle ne prolonge pas, bien que le club se soit maintenu.

#### AEM Lérida (2024-)
Après une saison du côté de Logroño, Maryame Atiq prend la direction de la Catalogne pour s'engager avec l'AEM Lérida qui évolue en deuxième division. Elle rejoint ainsi deux autres internationales marocaines, Fatima Gharbi et Inés Faddi. Le club annonce sa signature le 17 juillet 2024.
Elle dispute son premier match avec Lérida le 11 septembre 2024 en étant titularisée contre Balears FC dans le cadre du premier tour préliminaire de la Coupe d'Espagne. Son équipe se qualifie après avoir remporté la séance de tirs au but. Maryame Atiq inscrit le pénalty victorieux. Elle inscrit son premier but de la saison le week-end suivant face à la réserve du FC Barcelone (victoire, 1-3). C'est aussi son premier but dans la deuxième division espagnole.
Le 20 novembre 2024 elle est titularisée face au Villarreal CF dans le cadre des 16e de finale de la Coupe d'Espagne. Alors que son équipe est menée au score, c'est elle qui inscrit le but égalisateur. Les deux formations jouent alors des prolongations, mais aucune des deux ne parvient à se départager et disputent alors une séance de tirs au but qui voit Villarreal l'emporter 3 buts à 2. Maryame Atiq participe à cette séance et rate son pénalty, au même titre que deux de ses coéquipières,.
Elle participe à la demi-finale de la Coupe de Catalogne face au FC Barcelone le 6 février 2025 au Camp d'Esports de Lleida devant près de 10 000 spectateurs. Bien que son équipe se soit inclinée lourdement (6-0), elle dispute l'intégralité de la rencontre.

## Carrière internationale

### Équipe du Maroc
Maryame Atiq reçoit une première convocation de la part de Reynald Pedros en équipe du Maroc pour participer à un stage à Marbella entrant dans le cadre des préparations à la Coupe du monde 2023.
Stage durant lequel, le Maroc se confronte à l'Irlande dans une double confrontation amicale.
Elle honore sa première sélection lors dudit stage, le 11 novembre 2022 en entrant en jeu en deuxième mi-temps lors de la première rencontre contre l'Irlande qui se joue à huis clos. Elle connait sa première titularisation trois jours plus tard lors du deuxième match qui se solde par une défaite marocaine (4-0).
Elle prend part au stage suivant qui a lieu en février à Antalya (Turquie) où la sélection affronte la Slovaquie et la Bosnie-Herzégovine. Bien que dans le groupe, Reynald Pedros ne lui donne pas de temps de jeu durant ce stage.
Elle est sélectionnée en avril 2023 pour prendre part à deux matchs amicaux internationaux contre la Tchéquie et la Roumanie respectivement le 6 avril 2023 à Prague et le 11 avril 2023 à Bucarest. Remplaçante lors du premier match, elle est titularisée contre les Roumaines dans une rencontre qui voit les Marocaines s'incliner 1 but à 0.
Bien qu'elle participe au dernier stage qui précède la Coupe du monde, Maryame Atiq n'est pas sélectionnée par Reynald Pedros pour participer à la phase finale en Australie-Nouvelle-Zélande.

#### JO 2024: Echec des Marocaines au dernier tour
Après avoir éliminé la Tanzanie et la Tunisie, les Marocaines sont donc opposées aux Zambiennes lors du 4e et dernier tour des qualifications. Si elle est parvenue à s'imposer en Zambie lors du match aller le 5 avril 2024 sur le score de 2 buts à 1, la sélection marocaine ne parvient pas à se qualifier pour la phase finale des Jeux à la suite de sa défaite 2 à 0 au match retour à Rabat le 9 avril 2024 après prolongations. Bien que convoquée pour prendre part à cette double confrontation, le sélectionneur Jorge Vilda ne l'inscrit ni sur la feuille de match du match aller, ni sur celle du match retour.

### Équipe du Maroc B
Durant le mois d'avril 2025, elle est convoquée par Miguel Angel Sopuerta pour disputer un match amical contre l'équipe de Tunisie.

## Statistiques

### En club
| Saison                | Club                  | Championnat           | Championnat | Championnat | Coupe(s) nationale(s) | Coupe(s) nationale(s) | Autres compétitions | Autres compétitions | Autres compétitions | Total | Total |
| Saison                | Club                  | Division              | M.          | B.          | M.                    | B.                    | Comp.               | M.                  | B.                  | M.    | B.    |
| 2021-2022             | CD Parquesol          | Division 2            | 18          | 0           | 1                     | 0                     | -                   | -                   | -                   | 19    | 0     |
| Sous-total            | Sous-total            | Sous-total            | 18          | 0           | 1                     | 0                     | -                   | -                   | -                   | 19    | 0     |
| 2022-2023             | Union Viera           | Division 3            | 25          | 3           | 1                     | 0                     | -                   | -                   | -                   | 26    | 3     |
| Sous-total            | Sous-total            | Sous-total            | 25          | 3           | 1                     | 0                     | -                   | -                   | -                   | 26    | 3     |
| 2023-2024             | DUX Logroño           | Division 2            | 23          | 0           | 1                     | 0                     | -                   | -                   | -                   | 24    | 0     |
| Sous-total            | Sous-total            | Sous-total            | 23          | 0           | 1                     | 0                     | -                   | -                   | -                   | 24    | 0     |
| 2024-2025             | AEM Lérida            | Division 2            | 15          | 1           | 3                     | 2                     | CC                  | 3                   | 0                   | 21    | 3     |
| Total sur la carrière | Total sur la carrière | Total sur la carrière | 81          | 4           | 6                     | 2                     | -                   | 3                   | 0                   | 90    | 6     |

#### Statistiques par compétition
| Compétition        | Matchs | Titu. | Buts | Cartons | Cartons |
| Compétition        | Matchs | Titu. | Buts | Jau.    | Rou.    |
| ------------------ | ------ | ----- | ---- | ------- | ------- |
| Division 2         | 56     | 36    | 1    | 2       | 0       |
| Division 3         | 25     | 25    | 3    | 3       | 0       |
| Coupe d'Espagne    | 6      | 6     | 2    | 1       | 0       |
| Coupe de Catalogne | 3      | 3     | 0    | 0       | 0       |
| Total              | 90     | 70    | 6    | 6       | 0       |

### En sélection
Le tableau suivant liste les rencontres de l'équipe du Maroc auxquelles a pris part Maryame Atiq depuis le 14 novembre 2022 :
| # | Date              | Stade                           | Adversaire           | Résultat | Minutes | Compétition  | Buts | Passes | Club        |
| - | ----------------- | ------------------------------- | -------------------- | -------- | ------- | ------------ | ---- | ------ | ----------- |
| - | 11 novembre 2022  | Marbella Football Center        | République d'Irlande | 2 – 2    | -       | Match amical | 0    | 0      | Union Viera |
| 1 | 14 novembre 2022  | Marbella Football Center        | République d'Irlande | 4 – 0    | 90      | Match amical | 0    | 0      | Union Viera |
| 2 | 11 avril 2023     | Stade Arcul de Triumf, Bucarest | Roumanie             | 1 – 0    | 68      | Match amical | 0    | 0      | Union Viera |
| 3 | 1er décembre 2023 | Stade Père-Jégo, Casablanca     | Ouganda              | 1 – 1    | 35      | Match amical | 0    | 0      | DUX Logroño |
| 4 | 5 décembre 2023   | Stade Moulay Hassan, Rabat      | Ouganda              | 3 – 0    | 39      | Match amical | 0    | 0      | DUX Logroño |

| Résultat : - G = Match gagné - N = Match nul - P = Match perdu |